# ان‌جی‌سی ۲۰۱
ان‌جی‌سی ۲۰۱ (انگلیسی: NGC 201) نام یک کهکشان است.